# Anophthalmus
Genre
Anophthalmus est un genre d'insectes coléoptères de la famille des Carabidae.

## Liste des espèces
- Anophthalmus aidovskanus (Ganglbauer, 1913)
- Anophthalmus alphonsi (Muller, 1914)
- Anophthalmus amplus (Joseph, 1871)
- Anophthalmus baratellii (Sciaky, 1985)
- Anophthalmus bernhaueri (Ganglbauer, 1895)
- Anophthalmus besnicensis (Pretner, 1949)
- Anophthalmus bohiniensis (Ganglbauer, 1903)
- Anophthalmus bojani (Daffner, 1998)
- Anophthalmus bucoveci (Pretner, 1949)
- Anophthalmus capillatus (Joseph, 1871)
- Anophthalmus daffnerii (Broder, 1994)
- Anophthalmus driolii (Bognolo & Etonti, 1996)
- Anophthalmus egonis (Muller, 1923)
- Anophthalmus erebus (Krauss, 1906)
- Anophthalmus fabbrii (Muller, 1931)
- Anophthalmus fallaciosus (Muller, 1914)
- Anophthalmus gobanzi (Ganglbauer, 1911)
- Anophthalmus gridellii (Muller, 1931)
- Anophthalmus haraldianus (Daffner, 1992)
- Anophthalmus hauckei (Maravec & Lompe, 2003)
- Anophthalmus heteromorphus (Muller, 1923)
- Anophthalmus hirtus (Sturm, 1853)
- Anophthalmus hitleri (Scheibel, 1937)
- Anophthalmus jalzici (Daffner, 1996)
- Anophthalmus kahleni (Daffner, 1998)
- Anophthalmus kaufmanni (Ganglbauer, 1900)
- Anophthalmus kerteszi (Csiki, 1912)
- Anophthalmus kofleri (Daffner, 1996)
- Anophthalmus leander (Sciaky, Monguzzi & Trezzi, 1999)
- Anophthalmus maderi (Winkler, 1914)
- Anophthalmus manhartensis (Meschnigg, 1943)
- Anophthalmus mayeri (Muller, 1909)
- Anophthalmus meggiolaroi (Moravec & Lompe, 2003)
- Anophthalmus micklitzi (Ganglbauer, 1913)
- Anophthalmus miroslavae (Kofler, 2006)
- Anophthalmus nivalis (Muller, 1922)
- Anophthalmus paciuchensis (Monguzzi, 1995)
- Anophthalmus pretneri (Muller, 1913)
- Anophthalmus ravasinii (Muller, 1922)
- Anophthalmus sanctaeluciae (Muller, 1931)
- Anophthalmus schatzmayri (Moravec & Lompe, 2003)
- Anophthalmus schaumii (Schaum, 1860)
- Anophthalmus schmidtii (Sturm, 1844)
- Anophthalmus scopolii (Schmidt, 1850)
- Anophthalmus seppenhoferi (Bognolo, 1997)
- Anophthalmus severi (Ganglbauer, 1897)
- Anophthalmus spectabilis (Joseph, 1871)
- Anophthalmus temporalis (Muller, 1913)
- Anophthalmus tolminensis (Muller, 1922)
- Anophthalmus winklerianus (Jeannel, 1926)

## Publication originale
Sturm, 1844 : Anophthalmus. Blindlaufkäfer. Neue Gattung aus der Familie der Caraben. Deutschlands Fauna in Abbildungen nach der Natur mit Beschreibungen. V. Abtheilung. Deutschlands Insecten, Käfer. Bändchen, p. 129-137.